# Eoformica
Eoformica é um gênero de insetos, pertencente a família Formicidae. A única espécie é o Eoformica pinguis.

## Espécies
- Eoformica brevipetiola LaPolla & Greenwalt, 2015
- Eoformica magna Dlussky & Rasnitsyn, 2002
- Eoformica latimedia LaPolla & Greenwalt, 2015
- Eoformica globularis Dlussky & Rasnitsyn, 2002
- Eoformica pinguis (Scudder, 1877)